# A Matter of Life and Death (película de 1946)
A Matter of Life and Death (titulada A vida o muerte en España y Escalera al cielo en México y en Uruguay) es una película británica de 1946 dirigida por Michael Powell y Emeric Pressburger, con David Niven y Kim Hunter como actores principales.

## Argumento
Con su avión a punto de estrellarse, el piloto británico Peter Carter contacta con June, una joven estadounidense, y le confiesa sus pensamientos más íntimos para descubrir al despertar la mañana siguiente que no ha muerto. Un enviado del cielo le explica que debería estar muerto, y June recurre al Dr. Reeves para que ayude al piloto.

## Reparto
| Actor                | Personaje                             |
| -------------------- | ------------------------------------- |
| David Niven          | Líder de escuadrón Peter David Carter |
| Kim Hunter           | June                                  |
| Roger Livesey        | Dr. Frank Reeves                      |
| Kathleen Byron       | Un Ángel                              |
| Richard Attenborough | Piloto inglés                         |
| Bonar Colleano       | Piloto americano                      |
| Joan Maude           | Jefe grabador                         |
| Marius Goring        | Conductor 71                          |
| Robert Coote         | Oficial de vuelo Bob Trubshawe        |
| Robert Atkins        | El Vicario                            |
| Bob Roberts          | Dr. Gaertler                          |
| Edwin Max            | Dr. Mc Ewan                           |
| Betty Potter         | Sra. Tucker, ama de casa de Reeves    |
| Raymond Massey       | Abraham Farlan                        |
| Abraham Sofaer       | El juez                               |
| Robert Rietty        | Hombre en las gradas (No acreditado)  |